# Paolo Fregoso
Paolo Fregoso o Paolo di Campofregoso (1428-1498) fue un político, militar, sacerdote, dux y arzobispo genovés de la noble casa de Fregoso. Se lo recuerda por haber instituido en Génova como día santo el de la decapitación de Juan Bautista y el establecimiento en Liguria de la casa de empeño a través de la colaboración con Angelo Carletti, fue uno de los hombres más poderosos de su tiempo, ocupando al mismo tiempo la cabecera política y religiosa de la República de Génova y siendo candidato a papa en el cónclave de 1492.

## Biografía

### Vida eclesiástica
Hijo del dux Battista Fregoso - este último electo en el año 1437 - y de Ilaria Guinigi, es recordado como una "figura siniestra" genovesa tanto desde el punto de vista político como religioso, algunos historiadores dudan de su verdadera vocación religiosa, apoyados entre otros hechos por una serie de muertes sospechosas de enemigos y por ser padre de cinco hijos. A pesar de su pasión por la política, especialmente en la zona de Génova, donde su familia ocupó varias veces la silla ducal, tomó la decisión de ir pro la carrera eclesiástica, fue el papa Nicolás V, este último oriundo de la ciudadela de Liguria de Sarzana, quien lo convenció con su doctrina religiosa a Paolo para que iniciara sus estudios los cuales realizó en Pavía.
Después de su ordenación sacerdotal fue nombrado canónigo de la catedral de la Asunción de Savona el 23 de julio de 1448; trasladado a Sestri Ponente en 1451, en la abadía cisterciense de San Andrés, en 1453 fue elegido abad del mismo complejo. Por solicitud expresa de su hermano Pietro Fregoso, duque encargado, fue capaz de resolver rápidamente el panorama religioso de la Génova medieval con la siguiente cita, el 7 de febrero de, 1453, a los veintiséis años, es nombrado arzobispo de la arquidiócesis de Génova. También recibió en 1470 el nombramiento de abad comendador del convento de San Bernardo Fontevivo en Parma.
Recibe el solio de cardenal en Roma en el año 1480, bajo el título de cardenal de Santa Anastasia puesto que ocupa hasta 1489.
Equipó a Génova con veinte barcos y fue recibido por el papa Sixto IV en el consistorio público. Como religioso fue nombrado almirante de la Santa Sede a la cabeza de una expedición naval, aliado con la flota napolitana de Fernando I de Nápoles, por el papa Sixto IV contra la flota turca en el sitio de Otranto.
Después de ser derrotado en el Concilio de 1492 donde fue elegido el papa Borgia y debido a las diferencias entre ambos, renuncia como arzobispo y cardenal el 13 de febrero de 1495. Reelegido obispo de la arquidiócesis de Génova el 29 de julio de 1496 retuvo su oficio eclesiástico hasta su muerte el 22 de marzo de 1498.

### Vida política

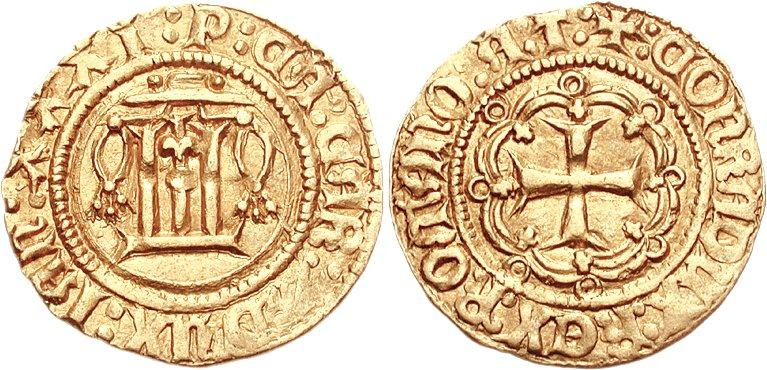
Ducado (moneda) de Paolo di Campofregoso, acuñadas entre 1483 y 1488.

Más turbulenta y violenta en algunos casos, fue en cambio la vida política Paolo Fregoso, en tres ocasiones diferentes se las arregló para subir al más alto cargo republicano, entre otras cosas, algunos componentes cercanas a él y de su familia como su primo hermano y dux Ludovico Fregoso (y la misma población de Génova) fueron víctimas de las maquinaciones de Fregoso. Ludovico abdicó a favor de su primo, el 14 de mayo de 1462. Duró como duque casi dos semanas, pero ese periodo es de gran importancia histórica ya que se convirtió a Paolo Fregoso en el hombre más poderoso entre los príncipes de la Iglesia ocupando los dos cargos de dux y arzobispo en Génova y Liguria; según las fuentes históricas, esta acción fue aprobada por papa Pío II.
Después del golpe de Estado de "Los cuatro capitanes" del 1 de junio al 8 de junio de 1462 - y con el nuevo nombramiento como dux de Ludovico, la tensa relación entre los dos primos constantemente dividió a la gente de Génova, monseñor Fregoso y dux Fregoso. Al final depone a su primo y es electo de nuevo (el trigésimo noveno en la historia republicana) sin haber renunciado poder eclesiástico y como dio la orden de detener y juzgar a su primo Ludovico que fue llevado, encadenado, a la fortaleza de Castelletto y encerrado por un largo tiempo. Además de la detención, Ludovico tuvo que pagar una fuerte suma por daños y se vio obligado a renunciar a la propiedad de la fortaleza de Castelletto que pasó a manos del dux Paolo.
Una vez más es depuesto en abril de 1464 después de varios incidentes cuestionables (incluyendo la cacería de la familia genovesa Adorno con la ayuda de los Fieschi o siendo involucrado constantemente en las luchas internas, Fregoso) conducirá finalmente el Consejo de Ancianos para diseñar para Génova y Liguria la protección de los Sforza Signoria por casi trece años (1464-1477), que se volvió ha hecho una nueva dominación de Milán sobre Génova.
Cardenal designado de Génova, en 1480 fue elegido por tercera y última vez como cuadragésimo dux de la República el 25 de noviembre de 1483. Una rebelión posterior del pueblo genovés contra el poder de Pablo dará lugar a que se fugue de Génova el 6 de enero de 1488; fue de nuevo sucedido por los Sforza. A pesar del mantener los títulos de cardenal y arzobispo de Génova, confirmados en 1496, se vio obligado al exilio forzado de esta ciudad y de los territorios de la República, lo que lo obligó a refugiarse en Piedmont, en Veneto y hasta Roma.
En la ciudad papal se trasladó el 8 de diciembre de 1488 a la basílica de los Doce Apóstoles y condujo papa Inocencio VIII para una visita a Ostia el 15 de noviembre de 1489; en 1490, 10 de agosto fue nombrado cardenal de la iglesia titular de San Sisto y como tal participó en el cónclave de 1492. Luchó sin éxito hasta su muerte en 1498, contra la dominación de Carlos VIII de Francia.
- Datos: Q2325125
- Multimedia: Paolo Fregoso / Q2325125